# 短毛紫菀
短毛紫菀（学名：Aster brachytrichus）为菊科紫菀属的植物，是中国的特有植物。分布在中国大陆的四川、贵州、云南等地，生长于海拔2,500米至3,500米的地区，多生长在高山针叶林下、灌从中以及开旷坡地。

## 异名
- 短毛紫菀狭苞变种（学名：Aster brachytrichus var. angustisquamus）为菊科紫菀屬下的一个变种。
- 短毛紫菀宽叶变种（学名：Aster brachytrichus var. latifolius）为菊科紫菀屬下的一个变种。
- 短毛紫菀细舌变种（学名：Aster brachytrichus var. tenuiligulatus）为菊科紫菀屬下的一个变种。